# Osbournby
Osbournby – wieś w Anglii, w hrabstwie Lincolnshire, w dystrykcie North Kesteven. Leży 35 km na południe od Lincoln i 160 km na północ od Londynu.